# Grammopsoides tenuicornis
Grammopsoides tenuicornis là một loài bọ cánh cứng trong họ Cerambycidae.